# Jan XII bar Madani
Jan XII bar Madani (ur. ?, zm. ?) – w latach 1252–1263 82. syryjsko-prawosławny Patriarcha Antiochii.